# ریچارد کوکز
ریچارد کوکز (انگلیسی: Richard Cocks) (۱۵۶۶–۱۶۲۴) رئیس کمپانی هند شرقی بریتانیا در هیرادو، ناگازاکی، ژاپن، بین ۱۶۱۳ و ۱۶۲۳، از ایجاد تا بسته شدن دائمی آن به علت به ورشکستگی بود. او در زمان اقامت خود در ژاپن، یک دفتر خاطرات بسیار دقیق، مربوط به تاریخ تجاری، وضعیت ژاپن در آن زمان، و فعالیت‌های تجار انگلیسی در ژاپن نوشت.

## زندگی در ژاپن
او در طول مدت اقامت خود در ژاپن، خاطرات بسیار مفصلی نوشت که به تاریخچه پایگاه تجاری، وضعیت ژاپن در آن زمان و فعالیت‌های بازرگانان انگلیسی در ژاپن مانند سامورایی، ملازم (قرون وسطی) توکوگاوا ایه‌یاسو و سکاندار انگلیسی، ویلیام آدامز (دریانورد) اشاره کرده‌است. او نوشته‌است در سال ۱۶۱۶ همراه با آدامز و به دستور توکوگاوا هیده‌تادا به محل سکونت موکای تاداکاتسو رفتیم و در مورد امکان، تدارکات مورد نیاز برای تهاجم به فیلیپین اسپانیا بحث و گفتگو کردیم.
در سال ۱۶۱۸ او تجارت با چین و کامبوج را ایجاد کرد.
اسناد بازمانده از پست تجاری (نامه‌ها، حساب‌ها و مجلات) منبع منحصربه‌فردی از گزارش‌های دست اول ژاپن مدرن اولیه از نگاه سکولار غربی است.